# شم ووي غيوم
شم ووي غيوم (بالهانغل: 심의겸، وبالهانجا: 沈義謙. ولد في 1535 ومات في 1587) هو سياسي وكاتب وعالم كونفشيوسي خلال عهد سلالة جوسون. كان شم رئيساً للفصيل الغربي.

## العائلة
- والد الجد: شم سُن مُن (심순문 - 沈順文).
  - الجد: شم يون وون (심연원 - 沈連源).
    - الأب: شم غانغ (심강 - 沈鋼).
    - الأم: السيدة إي ابنة إي داي (이대).
    - والد بالتبني: شم هونغ (심홍 - 沈泓).
      - الأخت: الملكة إنسن (인순왕후)، وتزوجت من الملك ميونغجونغ (명종왕).
        - ابن أخت: ولي العهد سنهوي

      - الأخ: شم إن غيوم (심인겸 - 沈仁謙)، وتزوج من ابنة إي بال (이발).
        - ابن أخ: شم أوم (심엄 - 沈㤿).
          - حفيد أخ: شم وانغ سي (심광세 - 沈光世).
          - حفيد أخ: شم جونغ سي (심정세 - 沈挺世).
          - حفيد أخ: شم ميونغ سي (심명세 - 沈命世).
          - حفيد أخ: شم جانغ سي (심장세 - 沈長世).
          - حفيد أخ: شم أن سي (심안세 - 沈安世).
          - حفيد أخ: شم بل سي (심필세 - 沈弼世).
          - حفيد أخ: شم هي سي (심희세 - 沈凞世).

      - الأخ: شم يي غيوم (심예겸 - 沈禮謙)، وتزوج من ابنة جونغ سك (정숙).
        - ابن أخ: شم يول (심열 - 沈悅).
          - حفيد أخ بالتبني: شم هي سي وهو ابن شم أوم.
          - حفيد أخ بالتبني: شم جونغ سي وهو ابن شم أوم.

      - الأخ: شم جي غيوم (심지겸 - 沈智謙)، وتزوج من ابنة الأمير الكبير يانغنيونغ (양녕대군).
        - ابن أخ: شم غيونغ (심경 - 沈憬).

      - الأخ: شم شن غيوم (심신겸 - 沈信謙)، وتزوج من ابن ابنة جونغ إن سو (정인수)
        - ابن أخ: شم يُل (심율 - 沈慄).
        - ابن أخ: شم غاك (심각 - 沈恪).
        - ابن أخ: شم إي (심이 - 沈怡).

      - الأخ: شم تشُنغ غيوم (심충겸 - 沈忠謙)، وتزوج من ابنة الأمير بونسونغ (봉성군).
        - ابن أخ: شم هُن (심흔 - 沈忻).
        - ابن أخ: شم يول (심열 - 沈悅).
        - ابن أخ: شم جونغ (심종 - 沈悰).

      - الأخ: شم هيو غيوم (심효겸 - 沈孝謙)، وتزوج من ابنة نام أونغ سو (남응서)، ثم من ابنة إي غيونغ (이경).
        - شم بِب (심핍 - 沈愊).

      - الأخ: شم جي غيوم (심제겸 - 沈悌謙)، وتزوج من ابنة شن سا وون (신사원).
        - ابن أخ: شم يو (심유 - 沈愉).
        - ابن أخ: شم هيوب (심협 - 沈協).

### الأسرة
- الزوجة: ابنة هان هُنغ سو (한흥서 - 韓興緖).
  - الابن الأكبر: شم نون (심논 - 沈惀).
    - أربع حفيدات (4손녀)

  - ابنة تزوجت من يُن هوون (윤훤 - 尹暄).
    - حفيد: يُن سن جي (윤순지).
    - حفيد: يُن وون جي (윤원지).
    - حفيد: يُن جِنغ جي (윤징지).
    - حفيد: يُن وي جي (윤의지).

## التصوير الحديث
- أوركيد الحياة من قناة MBC في سنة 1985، وقام بدوره: كانغ نام غل.